# 우니쉬
우니쉬(Unish)는 세종대학교 세계어연구소에서 약 7년 간의 제작기간을 거쳐 2001년 6월 1일 발표한 대한민국 최초의 국제어(Auxlang)이다. 우니쉬는 세계를 뜻하는 영어 낱말 유니버설(Universal)에서 유래된 언어명으로, 현재 지구상에서 쓰이고 있는 주요 언어 16종을 비교·분석하여, 공통된 단어, 짧고 간결한 단어및 표현을 간추리는 식으로 만들어진 언어이다. 발표 당시에는 언론을 통하여 널리 알려졌으나, 일회성 관심에 그쳐 이후 상당 기간 홈페이지가 폐쇄되었다. 그러나 2012년 초에 홈페이지를 재개하여 우니쉬를 다시 볼 수 있게 되었다. 한편 2003년에는 인터넷 인공어 포털 사이트인 랑메이커(langmaker)의 인기 순위 리스트에서 47위를 기록하였다. 세종대학교에서는 우니쉬 관련 학과목이 개설되기도 하였다. 한편 중국어로 우니쉬를 지칭하는 표기는 万国语(萬國語)로 일본어의 경우 ウニシュ로 확정됐다.

## 언어학적 특성

### 분류
우니쉬는 인공언어로 어느 단일 특정 민족어와 직결되지는 않는다. 발음과 문법체계는 피진어 체계에 기반을 두고 있으며, 어휘는 주요 15개 언어(14개 자연언어: 영어, 스페인어, 포르투갈어, 이탈리아어, 프랑스어, 독일어, 러시아어, 한국어, 중국어, 일본어, 아랍어; 1개 인공언어: 에스페란토어)에서 선정하였다.
유형론 상으로는 전치사와 형용사가 수식하는 명사 앞에 위치하는 구조이며, 어순은 “주어-동사-목적어/보어” 순서이다. 이러한 순서는 평서문뿐 아니라 의문문에서도 그대로 유지된다. 새로운 어휘는 위에 제시된 15개 언어의 어휘 중에서 ‘공통성’, ‘간결성’, ‘다양성’, ‘명료성’, 발음의 용이성’, ‘문화적 연관성’, ‘복합성’의 7가지 원칙에 의해 선정, 차용, 형성된다.

### 발음
우니쉬의 발음 체계는 흔히 사용되고 발음하기 쉬운 22개의 자음, 5개의 모음, 2개의 반모음으로 구성된다.

### 모음
우니쉬의 모음은 기존 자연언어와 피진어에서 가장 흔히 사용되는 5개 모음([i, e, a, o, u])과, 더 정교한 발음을 위해 2개의 반모음([y, w])를 사용한다. 모음/반모음과 철자와의 대응 관계는 다음과 같다.
| 철자 | 발음 |
| ---- | ---- |
| i    | i    |
| e    | e    |
| a    | a    |
| o    | o    |
| u    | u    |
| y    | y    |
| w    | w    |

### 자음
우니쉬는 기존 자연언어에서 흔히 나타나는, 발음하기 쉬운 자음들을 사용한다. 예를 들어 치음인 [θ]와 [ð]는 대체로 발음하기 어렵고 그만큼 익히기가 어렵기 때문에 우니쉬에서는 이들 자음을 사용하지 않는다. 또한 아래에 제시된 대로 철자와 발음이 최대한 일대일로 대응되도록 설계함으로써 영어 알파벳에 대한 기본 지식만 갖추어도 쉽게 발음을 쉽게 익힐 수 있도록 하였다.
| 철자 | 발음 |
| ---- | ---- |
| b    | b    |
| c    | s    |
| ch   | tɕ   |
| d    | d    |
| f    | f    |
| g    | ɡ    |
| h    | h    |
| j    | dʑ   |
| k    | k    |
| l    | l    |
| m    | m    |
| n    | n    |
| ng   | ŋ    |
| p    | p    |
| q    | kw   |
| r    | r    |
| s    | s    |
| sh   | ɕ    |
| t    | t    |
| v    | v    |
| x    | ks   |
| z    | z    |

## 문자체계
우니쉬 문자는 총 26개 문자 체계로 현대 영어 알파벳을 기반으로 한다. 우니쉬의 대문자와 소문자는 아래와 같다.

### 대문자,소문자
| 대문자 | 소문자 | 이름      | 발음 |
| ------ | ------ | --------- | ---- |
| A      | a      | eɪ        | [a]  |
| B      | b      | biː       | [b]  |
| C      | c      | siː       | [s]  |
| D      | d      | diː       | [d]  |
| E      | e      | iː        | [e]  |
| F      | f      | ɛf        | [f]  |
| G      | g      | dʑiː      | [ɡ]  |
| H      | h      | eɪtɕ      | [h]  |
| I      | i      | aɪ        | [i]  |
| J      | j      | dʑeɪ      | [dʑ] |
| K      | k      | keɪ       | [k]  |
| L      | l      | ɛl        | [l]  |
| M      | m      | ɛm        | [m]  |
| N      | n      | ɛn        | [n]  |
| O      | o      | oʊ        | [o]  |
| P      | p      | piː       | [p]  |
| Q      | q      | kjuː      | [kw] |
| R      | r      | ɑɹ / ɑː   | [r]  |
| S      | s      | ɛs        | [s]  |
| T      | t      | tiː       | [t]  |
| U      | u      | juː       | [u]  |
| V      | v      | viː       | [v]  |
| W      | w      | ˈdʌbljuː  | [w]  |
| X      | x      | ɛks       | [ks] |
| Y      | y      | waɪ       | [y]  |
| Z      | z      | zɛd / ziː | [z]  |

## 문법
우니쉬 문법은 “간결성”, “논리성”, “규칙성”의 기본 원칙하에 구성되었다. 예를 들어 주어에 대응하는 동사의 형태는 주어의 수(단수/복수)나 인칭(1/2/3인칭)에 관계없이 항상 동일하다.

### 평서문과 의문문
우니쉬 문장은 주어, 동사, 목적어/보어 순서로 구성된다. 이러한 어순은 평서문과 의문문에 동일하게 적용되며, 평서문은 마침표로 표시하고 하강 억양으로 끝나는 반면에 의문문은 의문부호로 표시하고 상승 억양으로 끝난다.

[평서문]
|  | Tim  | lov   | beisbol      | game.  |
|  |      | love  | baseball     | game   |
|  | "Tim | loves | the baseball | game." |

[의문문]
|  | Tim   | lov  | beisbol game?     |        |
|  |       | love | baseball game     |        |
|  | "Does | Tim  | love the baseball | game?" |

동일 어순의 규칙 때문에 의문사(who, when, where, what, how 등)가 나타나는 의문문에서도 의문사가 문장 앞으로 이동하지 않고 원래의 위치에 나타난다.
| Sarah |      | lov   | wu?    | / cf. | Wu   | lov   | Sarah?  |
|       |      | love  | who    |       | who  | love  |         |
| "Who  | does | Sarah | love?" | /     | "Who | loves | Sarah?" |

### 수동문
수동문은, 능동문의 목적어를 주어로 놓고, 능동문의 동사 바로 앞에 ‘es’라는 동사를 첨가하여 만든다. 행위자를 명시할 때는 전치사 ‘de’를 사용한다.
| Mi | lov  | Susan.  | / | Susan  | es | lov   | (de | mi).  |
| I  | love |         | → |        | be | love  | by  | me    |
| "I | love | Susan." | / | "Susan | is | loved | (by | me)." |

### 인칭대명사
우니쉬의 대명사 체계는 아래 표와 같이 성(gender)의 구별이 없고, 각 대명사의 복수형은 보통명사의 경우와 마찬가지로 명사단수형에 복수접미사 ‘-s’를 붙여서 만든다. 3인칭 단수형의 경우에도 한 가지 형태만 존재하므로 지시대상물의 성별은 문맥을 통해서만 알 수 있다.
|       | 단수 | 복수 |
| ----- | ---- | ---- |
| 1인칭 | mi   | mis  |
| 2인칭 | de   | des  |
| 3인칭 | le   | les  |

## 어휘
세종대 연구팀의 주장에 따르면 현재 우니쉬 어휘는 9,600개 이상 구축되었으며 따라서 일상 대화에는 충분한 어휘량이 확보되어 있다. 또한 다양한 분야와 맥락에서 사용될 수 있도록 계속해서 새로운 어휘가 개발되고 있다. 우니쉬 어휘는 15개 언어의 어휘 중에서 ‘공통성’, ‘간결성’, ‘다양성’, ‘명료성’, 발음의 용이성’, ‘문화적 연관성’, ‘복합성’의 7대 원칙에 따라 선정된다.
우니쉬 어휘 선정의 첫 번째 원칙은 ‘공통성’이다. 우니쉬는 여러 언어에서 많이 사용되는 어휘, 세계 공통적으로 사용되는 어휘, 또한 일상생활을 통해 익숙해진 어휘들을 우선적으로 선택한다.
두 번째 원칙은 “간결성”이다. 단어의 길이가 짧고 철자 수가 적은 것을 우선적으로 선택하며 어근만으로 어휘 의미가 전달되면 어근만으로 어휘를 만들기도 한다 (예: mathmatics→math).
세 번째 원칙은 “다양성”이다. 가능한 다양한 언어에서 어휘를 선택함으로써 어휘 분포가 특정 언어에 치우치지 않도록 하고, 동시에 다양한 언어의 어휘 중 간결한 것을 선택할 수 있어 간결성도 유지하도록 한다 (예: path→gil [한국어]; autumn→aki [일본어])
네 번째 원칙은 “명료성”이다. 우니쉬는 길이가 짧은 어휘를 선호하되 어휘의 발음이 너무 단순하여 다른 어휘와 혼동을 일으킬 가능성이 있는 어휘는 아무리 간결하더라도 선택하지 않는다.
다섯 번째 원칙은 “발음의 용이성”이다. 우니쉬는 발음이 용이한 ‘자음+모음+자음+모음(CVCV)’으로 구성된 어휘를 선택한다.
여섯 번째 원칙은 “문화적 연관성”이다. 어휘의 의미가 문화적으로 특정 언어와 연관되어 있을 경우에는 그 어휘를 선택한다.
우니쉬 어휘 선정의 마지막 원칙은 “복합성”이다. 우니쉬는 합성을 통해 새로운 어휘를 만들기 때문에 쉽게 어휘가 확장된다 (예: dictionary→motbuk; mot=word, buk=book).

## 텍스트 예
다음은 “이솝우화”의 일부로 영어텍스트와 우니쉬 번역문을 함께 제시한다.

### 영어
The Geese and the Cranes
Some geese and cranes were feeding together in the same field, when a bird-catcher suddenly came to them. Since the cranes were slim and light, they could fly right off and escape the bird-catcher’s nets. The geese, however, weighed down by their fat, could not take off so easily and were all captured.

### 우니쉬
Guss e krans
Som guss e krans esed fiding junt in same fild, wen tori-kachor sudnli komed to les. Koz krans esed slim e lite, les kaned flai skoro e eskaped tori-kachor’s nets. But guss non kaned eskap izli e al es kaptur koz les es overpeso.

## 같이 보기
- 이도 (언어)